# Bakić
Bakić (középkori magyar neve talán Terbenye) falu Horvátországban Verőce-Drávamente megyében. Közigazgatásilag Szalatnokhoz tartozik.

## Fekvése
Verőcétől légvonalban 25, közúton 29 km-re délkeletre, községközpontjától 4 km-re északra, Nyugat-Szlavóniában, a Drávamenti-síkságon, Szalatnok és Felsőmiholjác között fekszik.

## Története
Történészek feltételezése szerint a középkorban a Terbenye nevű falu állt a területén. Erre azonban csak közvetett bizonyítékok vannak, mivel régészeti leletek nem támasztják alá. A falu közelében van egy régi, használaton kívüli kavicsbánya, melyet Turbinának neveznek, illetve a temető közelében található egy Gradac elnevezésű körsánc, amely középkori erődítmény maradványa lehet. A középkori Terbenye falu Szent Anna templomának nyomára azonban máig sem találtak rá. A falu helyére vonatkozó elképzeléseket tovább bonyolítja, hogy innen délkeletre, Szalatnok északnyugati határában is van egy Turbina nevű dűlő, amely ráadásul egy feltárt középkori lelőhely is. Itt 2009-ben sport és rekreációs központ építési munkáit megelőző régészeti feltárás során a 10. és 12. század közé keltezhető házak alapjait, számos használati tárgyat, kerámiatöredéket találtak.
A középkori Terbenyét 1297-ben említik egy földcsere kapcsán. A vaskai kolostor ágoston rendi reguláris kanonokjai lemondtak tubinai földjeikről a zágrábi püspök a javára, melyek messze voltak és ezért nem feleltek meg nekik, cserébe Vaska püspöki mezőváros földbirtokáért, mely közelsége miatt megfelelőbb volt számukra. Turbina földjén, mint az az 1334-es pápai tizedjegyzékből kiderül Szent Anna egyháza állt („Item ecclesia sancte Anne de Turbina”). Terbenye település feltételezhetően a 16. század közepén a török hódítás során pusztult el.
A mai falu a török uralom idején keletkezett, a Pozsegai szandzsákhoz tartozott. A 17. században feltehetően a környező földek megművelésére Boszniából pravoszláv szerbeket telepítettek be, akik a térség 1684-ben történt a török uralom alóli felszabadítása idején elmenekültek. Nevét talán első lakójáról kapta. A 18. század elején néhány szerb család visszatért és 1736-ban már 10 portájukat számlálták meg a településen. 1763-ban a verőcei uradalom birtokosa a Pejácsevich család Gorski kotar vidékéről 20 horvát családot telepített ide, akiknek száma hamarosan növekedésnek indult.
Az első katonai felmérés térképén „Dorf Bakiche” néven találjuk. Lipszky János 1808-ban Budán kiadott repertóriumában „Bakicsi” néven szerepel. Nagy Lajos 1829-ben kiadott művében „Bakichi v. Bakits” néven 112 házzal, 469 katolikus és 176 ortdox vallású lakossal szerepel.
Verőce vármegye Szalatnoki járásának része volt. 1857-ben 501, 1910-ben 1.107 lakosa volt. 1910-ben a népszámlálás adatai szerint lakosságának 64%-a horvát, 15%-a szerb, 14%-a magyar, 5%-a német anyanyelvű volt. Az I. világháború után 1918-ban az új szerb-horvát-szlovén állam, majd később (1929-ben) Jugoszlávia része lett. 1991-ben lakosságának 89%-a horvát, 7%-a szerb nemzetiségű volt. 2011-ben 537 lakosa volt. A településnek közösségi háza, sportpályája, önkéntes tűzoltóegylete van.

## Lakossága
| Lakosság változása | Lakosság változása | Lakosság változása | Lakosság változása | Lakosság változása | Lakosság változása | Lakosság változása | Lakosság változása | Lakosság változása | Lakosság változása | Lakosság változása | Lakosság változása | Lakosság változása | Lakosság változása | Lakosság változása | Lakosság változása |
| ------------------ | ------------------ | ------------------ | ------------------ | ------------------ | ------------------ | ------------------ | ------------------ | ------------------ | ------------------ | ------------------ | ------------------ | ------------------ | ------------------ | ------------------ | ------------------ |
| 1857               | 1869               | 1880               | 1890               | 1900               | 1910               | 1921               | 1931               | 1948               | 1953               | 1961               | 1971               | 1981               | 1991               | 2001               | 2011               |
| 501                | 698                | 681                | 896                | 1.015              | 1.107              | 1.131              | 1.187              | 1.123              | 1.095              | 971                | 846                | 672                | 641                | 604                | 537                |

## Nevezetességei
- Szűz Mária tiszteletére szentelt római katolikus harangtornya 1890-ben épült a régi helyén. Az épület aljában oltárt építettek a Havas Boldogasszony tiszteletére, akinek ünnepén minden évben körmenetet tartanak.
- Szent Péter és Pál apostolok tiszteletére szentelt pravoszláv harangtornya.
- A falutól délnyugatra, Sladojevac közelében, a „Lipik” nevű földterületen, a falu temetőjétől körülbelül 1 km-re található egy nagyobb, erdős növényzettel benőtt várhely. A várhely egy fennsíkon helyezkedik el, amelyet sánc és várárok vesz körül. Az árkot egy csatorna köti össze a Čađavica patakkal, ahonnan egykor vízzel látták el. Az épületnyomokat nem figyeltek meg a felszínen, de összehasonlítva más hasonló helyszínek felépítésével feltételezi, hogy létezett itt egy vár, amelyről a jövőbeni régészeti kutatások többet fognak mondani.[7]

## Oktatás
A település első iskolája 1876-ban nyílt meg. Ma a szalatnoki Eugen Kumičić iskola alsó tagozatos területi iskolája működik itt.

## Sport
- Az NK Mladost Bakić labdarúgóklubot 1946-ban alapították.
- ŠRU Šaran sporthorgász egyesület.